# 周傲英
周傲英（1965年5月—），华东师范大学教授，主要从事数据密集型计算的数据管理、内存数据库等方面的研究工作。担任《计算机研究与发展》、《计算机科学与探索》等期刊编委，入选中华人民共和国教育部2009年度"长江学者"特聘教授。